# Ferdinand Bodesheim
Ferdinand Bodesheim (* 5. Juli 1900 in Frankfurt am Main; † 10. November 1970) war ein hessischer Politiker (CDU) und ehemaliger Abgeordneter des Hessischen Landtags.

## Ausbildung und Beruf
Ferdinand Bodesheim studierte nach dem Abitur an den Universitäten Freiburg, Frankfurt am Main, Marburg und Gießen und promovierte zum Dr. jur. Seit dem 1919 gehörte er der Burschenschaft Franconia Freiburg an. Nach dem Studium war er als Jurist an Gerichten, in Verbänden und in der öffentlichen Verwaltung sowie in der Industrie tätig. Seit 1928 arbeitete er als Rechtsanwalt, seit 1948 auch als Notar. Ferdinand Bodesheim war Mitglied verschiedener Aufsichtsräte.

## Politik
Ferdinand Bodesheim war ab 1946 Vorstandsmitglied verschiedener Gremien der CDU sowie Mitglied der Europa-Union. Er war vom 1. Dezember 1958 bis zum 30. November 1966 Mitglied des Hessischen Landtags.